# فرد بيري (لاعب هوكي الجليد)
فرد بيري هو لاعب هوكي الجليد كندي، ولد في 26 مارس 1956 في Stony Plain, Alberta ‏ في كندا.

## وصلات خارجية
- فرد بيري على موقع دوري الهوكي الوطني (الإنجليزية)
- فرد بيري على موقع EliteProspects.com (الإنجليزية)
- فرد بيري على موقع HockeyDB.com (الإنجليزية)
- فرد بيري على موقع Hockey-Reference.com (الإنجليزية)